# Banksia plagiocarpa
Espèce
Classification phylogénétique
Banksia plagiocarpa est une espèce de buisson appartenant au genre Banksia trouvée en Australie. On le rencontre principalement sur l'île de Hinchinbrook, dans le Queensland, et sur les terres continentales adjacentes.